# Unterseeboot type U 43 (Autriche-Hongrie)
Pour les articles homonymes, voir Unterseeboot type U 43.
Le Unterseeboot type U 43 est une classe de deux sous-marins côtiers (Unterseeboot) exploités par la marine austro-hongroise (en allemand : Kaiserliche und Königliche Kriegsmarine ou K.u.K. Kriegsmarine) pendant la Première Guerre mondiale. Les deux sous-marins qui composaient la classe étaient des sous-marins de type UB II de la marine impériale allemande, ce qui rendait les deux classes identiques. Dès le début de la Première Guerre mondiale, l’Autriche-Hongrie s’efforça d’augmenter la taille de sa flotte de sous-marins, de sorte que la marine impériale allemande, qui avait du mal à obtenir des équipages de sous-marins entraînés, vendit à son allié en juin 1917 deux de ses sous-marins de type UB II, les UB-43 et UB-47.
La conception allemande du type UB II incorporait des améliorations par rapport aux bateaux de type UB I, les premiers sous-marins côtiers de la marine impériale allemande. Parmi ceux-ci figuraient des moteurs et des arbres d'hélice jumeaux pour plus de redondance pendant les opérations, une vitesse de pointe plus élevée et des tubes lance-torpilles plus grands avec un nombre double de torpilles. En conséquence, les bateaux du type UB II étaient presque deux fois plus lourds que leurs prédécesseurs UB I.
Les deux bateaux de la classe ont été sélectionnés pour le service en mer Méditerranée alors qu’ils étaient en construction. Ils ont été expédiés par chemin de fer à Pola, assemblés, lancés et mis en service dans la marine impériale allemande, où tous deux ont connu un grand succès contre les navires alliés. En juin 1917, les bateaux furent désarmés, remis à l’Autriche-Hongrie, puis remis en service dans la marine austro-hongroise en juillet. Le B dans la désignation des deux bateaux a été abandonné, mais les sous-marins ont conservé les mêmes numéros, devenant les U-43 et U-47 sous pavillon austro-hongrois. À la fin de la guerre, l'U-43 et l'U-47 furent cédés respectivement à l’Italie et à la France et avaient été démolis en 1920.

## Contexte
La flotte de sous-marins de l’Autriche-Hongrie était en grande partie obsolète au début de la Première Guerre mondiale. La marine austro-hongroise a satisfait ses besoins les plus urgents en achetant à l’Allemagne cinq sous-marins de type UB I qui constituaient la classe U 10, en renflouant et en remettant en service le sous-marin français coulé Curie en tant qu'U-14, et en construisant quatre sous-marins de type U 20 qui étaient basés sur la classe Havmanden danoise de 1911.
Après que ces mesures aient permis d’atténuer les besoins les plus urgents, la marine austro-hongroise avait adopté la conception allemande de type UB II pour ce qui est devenu connu sous le nom de type U 27 au milieu de 1915, et avait six navires de cette classe en cours de production sous licence en Autriche-Hongrie à la fin de 1916. En novembre 1916, l’Allemagne avait demandé si l’Autriche-Hongrie était intéressée par l’achat de sous-marins allemands existants, car l’Allemagne avait du mal à trouver des équipages de sous-marins formés. Après de longues négociations, qui avaient échoué à cause de l’exode des réserves d’or austro-hongroises vers l’Allemagne, un accord pour l’achat de deux sous-marins, l'UB-43 et l'UB-47, fut conclu en juin 1917.

## Conception

### La conception du type UB II
La conception allemande des sous-marins côtiers UB II était un développement de la conception des bateaux UB I, qui avaient été commandés à l’origine en septembre 1914. Au cours de leurs essais, les bateaux UB I se sont avérés trop petits et trop lents, mais l’utilisation en service a révélé un autre problème. Les sous-marins UB I avaient un seul arbre d’hélice et un seul moteur, de sorte que si l’un ou l’autre des composants tombait en panne, le sous-marin devenait presque totalement désemparé. Les bateaux UB II étaient équipés de deux arbres d’hélice et de deux moteurs (un arbre pour chaque moteur), ce qui a non seulement atténué ce problème, mais a également eu l’avantage supplémentaire d’augmenter la vitesse de pointe. La nouvelle conception comprenait également des batteries plus puissantes, des tubes lance-torpilles plus grands et un canon de pont. Les sous-marins UB II pouvaient également transporter deux fois plus de torpilles que leurs prédécesseurs, et près de dix fois plus de carburant. Pour contenir tous ces changements, la coque était plus grande et le déplacement en surface et en immersion a été plus que doublé.
Les bateaux UB II ont été commandés à trois fabricants en trois groupes comptant entre deux et douze unités. Chaque groupe présentait de légères variations dans la conception, entraînant des différences dans le déplacement, la longueur, la vitesse, la capacité en carburant et le rayon d'action opérationnel.

### La conception du type U 43
Le type U 43 se composait de deux bateaux issus d’un groupe de six bateaux UB II construits par AG Weser de Brême. Comme tous les bateaux UB II de différents fabricants et groupes contractuels, le groupe U 43 avait des spécifications distinctes. Ce groupe avait un déplacement de 272 tonnes en surface et 305 tonnes en immersion. Les bateaux avaient une seule coque avec des réservoirs en selle (un premier type de réservoirs de ballast) et mesuraient 36,91 m de long avec une largeur de 4,37 m et un tirant d'eau de 3,71 m. Pour la propulsion, ils comportaient deux arbres, deux moteurs Diesel de 270 ch (200 kW) pour la navigation en surface et deux moteurs électriques de 280 ch (210 kW) pour les déplacements en immersion. Les bateaux étaient capables d’atteindre 8,8 nœuds (16,3 km/h) en surface et 6,2 nœuds (11,5 km/h) en immersion. L’autonomie des bateaux était de 6940 milles marins (12850 km) à 5 nœuds (9,3 km/h) en surface, et de 45 milles marins (83 km) à 4 nœuds (7,4 km/h) en immersion. Les bateaux de type U 43 ont été conçus pour un équipage de 22 personnes.
Les sous-marins de type U 43 étaient armés de deux tubes lance-torpilles de 50 cm de proue et transportaient un total de quatre torpilles. Ils étaient chacun équipés d’un canon de pont de 88 mm/26 calibres et d’une mitrailleuse de 8 mm.
Les deux sous-marins de type U 43 étaient presque identiques aux huit sous-marins de type U 27 de la marine austro-hongroise, qui avaient été construits selon les plans de l’UB II. Malgré les similitudes, les deux groupes sont identifiés dans les sources comme des types distincts,.

## Construction
Le groupe de six bateaux qui comprenait l'UB-43 et l'UB-47 a été commandé en juillet 1915, et les deux bateaux ont été mis en chantier au début de septembre,. Ce groupe a été sélectionné par l’Admiralstab allemand pour être déployé en Méditerranée, mais, contrairement aux petits bateaux UB I, ils ne pouvaient pas être aussi facilement transportés par voie terrestre par rail. AG Weser a préparé les bateaux pour l’expédition ferroviaire en découpant longitudinalement les sections des bateaux et a envoyé tous les matériaux, avec des ouvriers du chantier naval allemand, à Pola, où les bateaux ont été réassemblés. L'UB-43 a été lancé au début d’avril 1916, tandis que l'UB-47 a suivi en juin.

## Membres de la classe U 43

### SMU-43
L'UB-43 a été commandé par la marine impériale allemande le 31 juillet 1915 et a été mis en chantier par AG Weser de Brême le 3 septembre. Pendant sa construction, il a fait partie d’un groupe de six sous-marins allemands sélectionnés pour servir en Méditerranée. L'UB-43 a été démonté en composants de la taille d’un wagon et expédié par voie terrestre vers le port austro-hongrois de Pola où les ouvriers de AG Weser l’ont réassemblé,. Il fut lancé le 8 avril 1916 et mis en service dans la marine impériale allemande sous le nom de SM UB-43 le 24 avril, sous le commandement de l'Oberleutnant zur See Dietrich Niebuhr. Le Kapitänleutnant Hans von Mellenthin a été affecté au bateau à la fin du mois d’août 1916 et a causé le naufrage de 19 navires, pour un total de 86236 tonnaux de jauge brute (TJB), au cours des 8 mois et demi suivants. En avril 1917, von Mellenthin est remplacé par l'Oberleutnant zur See Horst Obermüller qui commande le navire pendant les trois mois suivants, coulant trois autres navires (pour 12940 TJB) et endommageant le croiseur britannique Grafton. L'UB-43 a été désarmé le 15 juillet et repris par la marine austro-hongroise.
Rebaptisé U-43 pour le service austro-hongrois, le bateau est devenu le navire de tête du type U 43 lorsqu’il a été mis en service dans la marine austro-hongroise le 30 juillet 1917. Les succès du sous-marin sous commandement allemand n’ont pas été égalés sous commandement austro-hongrois : il a endommagé un seul navire en novembre 1917 lors de sa seule attaque réussie. L'U-47 a été rendu à la France en 1920 en guise de réparation de guerre et démantelé à Bizerte.

### SMU-47
L'UB-47 a été commandé par la marine impériale allemande le 31 juillet 1915 et a été mis en chantier à Brême par AG Weser le 4 septembre. En tant que l’un des six U-boote sélectionnés pour servir en Méditerranée pendant sa construction, il a été démonté en composants de la taille d’un wagon et expédié par voie terrestre vers le port austro-hongrois de Pola,. Les ouvriers du chantier naval AG Weser réassemblèrent le bateau et ses cinq sister-ships à Pola, où il fut lancé le 17 juin.
Le SM UB-47 a été mis en service dans la marine impériale allemande le 4 juillet 1916 sous le commandement de l'Oberleutnant zur See Wolfgang Steinbauer. Steinbauer et l'UB-47 coulèrent 15 navires (pour 62676 TJB et 11100 tonnes) au cours des neuf mois suivants, dont deux vapeurs de la Cunard Line, le Franconia et le Ivernia, servant de transport de troupes britanniques, ainsi que le cuirassé français Gaulois. Steinbauer a également endommagé trois navires d’un tonnage cumulé de 16967 tonneaux. Sous le commandement de Hans Hermann Wendlandt, qui avait remplacé Steinbauer en avril 1917, l’UB-47 coula sept autres navires (pour 13519 TJB et 350 tonnes) jusqu’au 21 juillet, date à laquelle le navire fut désarmé et remis à la marine austro-hongroise,.
Le B de sa désignation a été abandonné lorsqu’il a été remis en service sous le nom de SM U-47 par la marine austro-hongroise le 30 juillet 1917. Les succès de l’U-47 sous commandement austro-hongrois ont été inférieurs à ceux obtenus sous pavillon allemand : seuls trois navires (pour 6201 TJB et 351 tonnes) ont été coulés jusqu’à la fin de la guerre. L’U-47 a été rendu à la France en 1920 en guise de réparation de guerre et a été démantelé à Bizerte.